# Homopholis (animal)
Homopholis es un género de reptiles escamosos pertenecientes a la familia Gekkonidae. Se encuentra en el África subsahariana (Etiopía, Kenia, Somalia, Tanzania, Sudáfrica, Gabón, Nigeria, Zimbabue). Contiene especies nocturnas y arbóreas. Este género es similar a Blaesodactylus (en Madagascar).

## Especies
Se reconocen las siguientes:
- Homopholis arnoldia Loveridge, 1944
- Homopholis fasciata Boulenger, 1890
- Homopholis mulleri Visser, 1987
- Homopholis wahlbergii (Smith, 1849)